# بطولة الأمم الخمس 1963
بطولة الأمم الخمسة 1963 (بالإنجليزية: 1963 Five Nations Championship)‏ هو الموسم 69 من  بطولة الأمم الخمسة. كان عدد الأندية المشاركة فيه  5، وفاز فيه منتخب إنجلترا الوطني لاتحاد الرغبي.